# Abertura Bodianski
A abertura Bodianski do jogo de damas brasileiras, nomeada em função do damista russo Pavel Nikolaevič Bodjanskij (Павел Николаевич Бодянский, 1857 - 1922), é caracterizada pelos lances

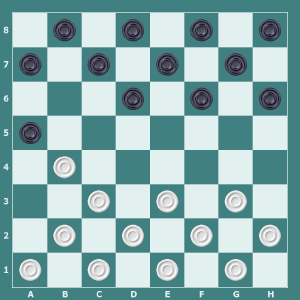

1. a3-b4 b6-a5

com a recomendação 2. b2-a3.